# 谭泰来
谭泰来，江西南丰人，是一名清朝地方官员。
谭泰来曾于1872年接替林达泉任崇明县知县一职，1873年由曹文焕接任。
包天笑在《钏影楼回忆录》指谭泰来、賴豐熙曾是他幼年时（1880年代初）的邻居。当时，包家与赖丰熙、谭泰来的家庭同住苏州城西刘家浜的一处宅院。赖、谭两家是因家人候补职位之故而居省城苏州。